# Comuna Ziduri, Buzău
Ziduri (în trecut, Costieni) este o comună în județul Buzău, Muntenia, România, formată din satele Costieni, Cuculeasa, Heliade Rădulescu, Lanurile, Ziduri (reședința) și Zoița.

## Așezare
Comuna se află în zona de câmpie din nord-estul județului, de-a lungul Văii Bătrâna, un afluent al Buzăului care se varsă în acesta prin lacul Jirlău, în aval de comuna Ziduri. Prin comună trece autostrada A7, care leagă Buzăul de Focșani, dar pe care nu este deservită de niciun nod. Este străbătută de șoseaua județeană DJ203, care o leagă spre nord de Valea Râmnicului, și spre sud de Bălăceanu și mai departe de Jirlău (județul Brăila).
Prin comună trece și calea ferată Buzău-Mărășești, pe care este deservită de stația Zoița.

## Demografie
Componența etnică a comunei Ziduri
     Români (88,23%)
     Romi (1,32%)
     Alte etnii (10,44%)
Componența confesională a comunei Ziduri
     Ortodocși (84,95%)
     Adventiști (3,88%)
     Alte religii (0,66%)
     Necunoscută (10,5%)
Conform recensământului efectuat în 2021, populația comunei Ziduri se ridică la 3.476 de locuitori, în scădere față de recensământul anterior din 2011, când fuseseră înregistrați 4.402 locuitori. Majoritatea locuitorilor sunt români (88,23%), cu o minoritate de romi (1,32%). Din punct de vedere confesional, majoritatea locuitorilor sunt ortodocși (84,95%), cu o minoritate de adventiști (3,88%), iar pentru 10,5% nu se cunoaște apartenența confesională.

## Politică și administrație
Comuna Ziduri este administrată de un primar și un consiliu local compus din 13 consilieri. Primarul, Viorel Buzea[*], de la Partidul Social Democrat, este în funcție din octombrie 2020. Începând cu alegerile locale din 2024, consiliul local are următoarea componență pe partide politice:
|  | Partid                          | Consilieri | Componența Consiliului | Componența Consiliului | Componența Consiliului | Componența Consiliului | Componența Consiliului | Componența Consiliului | Componența Consiliului | Componența Consiliului | Componența Consiliului |
|  | ------------------------------- | ---------- | ---------------------- | ---------------------- | ---------------------- | ---------------------- | ---------------------- | ---------------------- | ---------------------- | ---------------------- | ---------------------- |
|  | Partidul Social Democrat        | 9          |                        |                        |                        |                        |                        |                        |                        |                        |                        |
|  | Partidul Național Liberal       | 3          |                        |                        |                        |                        |                        |                        |                        |                        |                        |
|  | Alianța pentru Unirea Românilor | 1          |                        |                        |                        |                        |                        |                        |                        |                        |                        |

## Istorie
Pe teritoriul actual al comunei Ziduri, la sfârșitul secolului al XIX-lea, funcționau comunele Costienii de Jos, Costienii Mari și Socariciu, în plasa Râmnicul de Jos a județului Râmnicu Sărat. Comuna Costienii de Jos era formată din cătunele Costienii de Jos și Orzăneasca, având o populație de 592 de locuitori. Aici funcționau o școală mixtă cu 32 de elevi înființată în 1874 și o biserică ortodoxă zidită în 1850 de locuitori în frunte cu preotul Zamfir Iordache. Comuna Costienii Mari era formată din reședința Costienii Mari și din satul Zoița, și avea 1175 de locuitori. În comună funcționau o școală mixtă cu 64 de elevi înființată în 1872 și două biserici ortodoxe — una la Costienii Mari și alta în Zoița, ambele zidite de locuitori în 1848. Comuna Socariciu era formată doar din satul de reședință, care avea 820 de locuitori, o biserică ortodoxă fondată în 1864 și o școală mixtă înființată în 1874.
În 1925, nucleul actualei comune apăruse deja, prin contopirea comunelor Costienii de Jos și Costienii Mari, sub numele de Costieni. Ea era formată din satele Costienii de Jos (care era reședință), Costieni Mari, Zoița și Orzăneasca, făcea parte din plasa Orașul a aceluiași județ și avea 2105 locuitori. Comuna Socariciu rămânea separată, tot în plasa Orașul, având 736 de locuitori. Pe teritoriul actual al comunei, înainte de 1925, a apărut și comuna Heliade-Rădulescu, formată doar din satul eponim, cu 680 de locuitori. În 1931, comuna Costieni s-a despărțit în comunele Joița (cu satele Costienii Mari, Cuculeasa și Joița) și Ziduri, cu satele Costienii de Jos și Orzăneasca, în schimb comunele Socariciu și Heliade-Rădulescu s-au unit sub numele de Nicolae Fleva, cu satele Nicolae Fleva (fost Socariciu) și Heliade-Rădulescu.
În 1950, comunele au fost trecute în componența raionului Râmnicu Sărat din regiunea Buzău și apoi (după 1952) din regiunea Ploiești. Cu timpul, satul Costienii de Jos a primit numele de Ziduri, după cel al comunei; comuna Nicolae Fleva a fost la un moment dat, înainte de 1964, desființată, și inclusă în comuna Ziduri. În 1964, satul Nicolae Fleva a fost rebotezat Lanurile. În 1968, la revenirea la organizarea administrativă pe județe, județul Râmnicu Sărat nu a mai fost reînființat, iar comunele Zidurile și Zoița a fost transferate la județul Buzău; comuna Zoița a fost imediat desființată și inclusă și ea în comuna Ziduri.

## Monumente istorice
Cinci obiective din comuna Ziduri sunt incluse în lista monumentelor istorice din județul Buzău ca monumente de interes local, toate fiind clasificate drept situri arheologice.
Situl arheologic de la Costieni, aflat la est de sat, pe malul gârlei Valea, și pe movila de la izvor aflată la 1  nord-est de sat, cuprinde o așezare eneolitică din mileniul al V-lea î.e.n., două așezări din secolele al III-lea–al IV-lea e.n. și una din epoca migrațiilor (secolele al VIII-lea–al IX-lea). Situl de la Heliade Rădulescu conține câte o așezare și o necropolă din mai multe epoci: neolitic (mileniile al VI-lea–al V-lea î.e.n.), Epoca Bronzului (cultura Monteoru, mileniile al III-lea–al II-lea î.e.n.), perioada Halstatt (secolele al XII-lea–al V-lea î.e.n.) și epoca migrațiilor (cultura Cerneahov, secolele al III-lea–al IV-lea e.n.). Pe terasa de la poalele „Movilei Bătrâne” din Lanurile s-au descoperit două necropole, una aparținând culturii Monteoru din Epoca Bronzului și una — culturii Cerneahov din epoca migrațiilor.
Un al patrulea sit, aflat la 1,5 km vest de satul Zoița, pe movila Zoița, cuprinde o așezare și din Epoca Bronzului (aceeași cultură Monteoru). Situl aflat la 2–3 km nord de satul Ziduri, în punctele Orjăneasca Mare, Orjăneasca Mijlocie și Orjăneasca Mică, conține multiple necropole din mai multe epoci: eneolitic, Epoca Bronzului, mileniul I î.e.n., secolele al II-lea–al IV-lea e.n., epoca migrațiilor (secolul al XI-lea) și Evul Mediu timpuriu (secolele al XI-lea–al XIII-lea).